# Ivano Brugnetti
Ivano Brugnetti (Milaan, 1 september 1976) is een voormalige Italiaanse snelwandelaar. Hij was olympisch kampioen, wereldkampioen en meervoudig Italiaans kampioen in dit metier.

## Biografie
Brugnetti deed internationaal voor het eerst van zich spreken in 1999, toen hij aanvankelijk tweede werd op het onderdeel 50 km snelwandelen bij de wereldkampioenschappen in Sevilla. De "winnaar" German Skurigin bleek echter doping te hebben gebruikt, meer bepaald gonadotropine. Hem werd in 2001 zijn medaille ontnomen, die zo bij Brugnetti terechtkwam.
Op de Olympische Spelen van Athene in 2004 haalde hij bij een hitte van 40 °C de titel op de 20 km snelwandelen, met huldiging ditmaal, door verrassend Francisco Javier Fernández naar de tweede plaats te verwijzen. Op 23 juli 2005 bracht hij in Sesto San Giovanni het wereldrecord 10.000 m snelwandelen naar 37.58,6.
Op de WK van 2007 in Osaka nam Brugnetti deel aan de 20 km snelwandelen, maar werd gediskwalificeerd. Een jaar later, op de Olympische Spelen in Peking, revancheerde hij zich voor dit echec. Op de 20 km snelwandelen werd hij vijfde in een race, die hij later zijn 'beste race ooit' noemde. "Om veel redenen, maar vooral omdat het niet eenvoudig is om opnieuw te vechten voor een podiumplaats. Ik finishte als vijfde, negen seconden verwijderd van het brons. Voor mij was het opnieuw een medaille."
Zijn laatste grote overwinning boekte Ivano Brugnetti tijdens de Middellandse Zeespelen, waar hij op de 20 km snelwandelen zijn landgenoot Giorgio Rubino met één seconde klopte. Tijden: 1:22.33 om 1:22.34.
Op 15 oktober 2011 zette Brugnetti in het Marble Stadium in Rome via een ceremoniële laatste ronde van een nationale 10 km snelwandelwedstrijd een punt achter zijn atletiekloopbaan. De Italiaan wist nog niet wat hij erna ging doen, maar hoopte bij de sport betrokken te blijven.

## Titels
- Olympisch kampioen 20 km snelwandelen – 2004
- Wereldkampioen 50 km snelwandelen – 1999
- Mediterraan kampioen 20 km snelwandelen – 2009
- Italiaans kampioen 10.000 m snelwandelen – 1999, 2006
- Italiaans kampioen 20 km snelwandelen – 2003, 2006
- Italiaans indoorkampioen 5000 m snelwandelen – 2001, 2008, 2009

## Persoonlijke records
Baan
| Onderdeel             | Prestatie       | Datum        | Plaats             |
| --------------------- | --------------- | ------------ | ------------------ |
| 3000 m snelwandelen   | 11.36,83        | 27 juli 2007 | Padua              |
| 5000 m snelwandelen   | 18.38,45        | 25 juni 2009 | Milaan             |
| 10.000 m snelwandelen | 37.58,6 (ex-WR) | 23 juli 2005 | Sesto San Giovanni |

Weg
| Onderdeel          | Prestatie | Datum             | Plaats            |
| ------------------ | --------- | ----------------- | ----------------- |
| 10 km snelwandelen | 39.41     | 23 september 2007 | Piacenza          |
| 20 km snelwandelen | 1:19.36   | 20 mei 2007       | Leamington Spa    |
| 30 km snelwandelen | 2:10.00   | 28 februari 1999  | Pomigliano d'Arco |
| 50 km snelwandelen | 3:47.54   | 25 augustus 1999  | Sevilla           |

## Palmares

### 20 km snelwandelen
- 2001: 7e Middellandse Zeespelen
- 2004: 6e Wereldbeker - 1:20.06
- 2004:  OS - 1:19.40
- 2006: 15e Wereldbeker - 1:21.47
- 2006: 17e EK - 1:27.42
- 2007:  Europacup
- 2008: 16e Wereldbeker - 1:21.19
- 2008: 5e OS - 1:19.51
- 2009:  Middellandse Zeespelen - 1:22.33
- 2009: DNF WK

### 50 km snelwandelen
- 1999: 26e Wereldbeker - 3:51.45
- 1999:  WK - 3:47.54
- 2000: DNF OS

1956: Leonid Spirin ·
1960: Volodymyr Holoebnytsjy ·
1964: Ken Matthews ·
1968: Volodymyr Holoebnytsjy ·
1972: Peter Frenkel ·
1976: Daniel Bautista ·
1980: Maurizio Damilano ·
1984: Ernesto Canto ·
1988: Jozef Pribilinec ·
1992: Daniel Plaza ·
1996: Jefferson Pérez ·
2000: Robert Korzeniowski ·
2004: Ivano Brugnetti ·
2008: Valeri Bortsjin ·
2012: Chen Ding ·
2016: Wang Zhen ·
2020: Massimo Stano ·
2024: Brian Pintado
1976 Veniamin Soldatenko ·
1983: Ronald Weigel ·
1987: Hartwig Gauder ·
1991: Aleksandr Potasjov ·
1993: Jesús Ángel García ·
1995: Valentin Kononen ·
1997: Robert Korzeniowski ·
1999: Ivano Brugnetti ·
2001: Robert Korzeniowski ·
2003: Robert Korzeniowski ·
2005: Sergej Kirdjapkin ·
2007: Nathan Deakes ·
2009: Sergej Kirdjapkin ·
2011: Sergej Bakoelin ·
2013: Robert Heffernan ·
2015: Matej Tóth ·
2017: Yohann Diniz ·
2019: Yusuke Suzuki